# Trichophyton
Trichophyton é um gênero de fungos , é o mais frequente isolado de material clínico acometendo pele, cabelo e unhas, por serem queratinofílicos, isto é, seu meio de nutrição é a queratina. São caracterizados pelo desenvolvimento de ambos de macro (4-8 x 8-50 mm) e microconídias (2-3 x 2-4mm) de parede lisa.

## Colônias

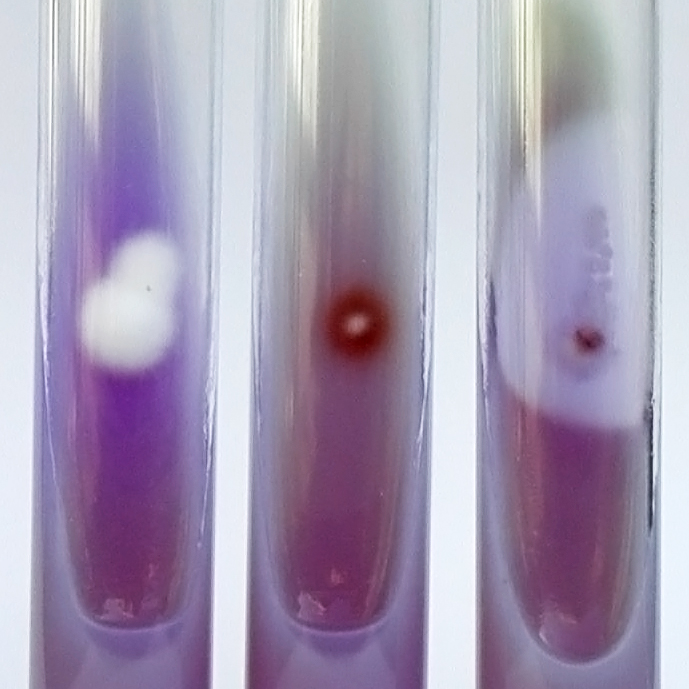
Colônias de T. mentagrophytes (esquerda), T. rubrum (centro) e T. violaceum (direita)

As colônias dos trichophyton variam de uma espécie para outra, apresentam na microscopia de um modo geral uma quantidade de microconídeos ovalares ou redondos dispostos em cachos. Comuns em todo o mundo tropical e subtropical, podem ser saprófitas, vivendo na pele humana, na pele de animais ou no solo e plantas.

## Patologias

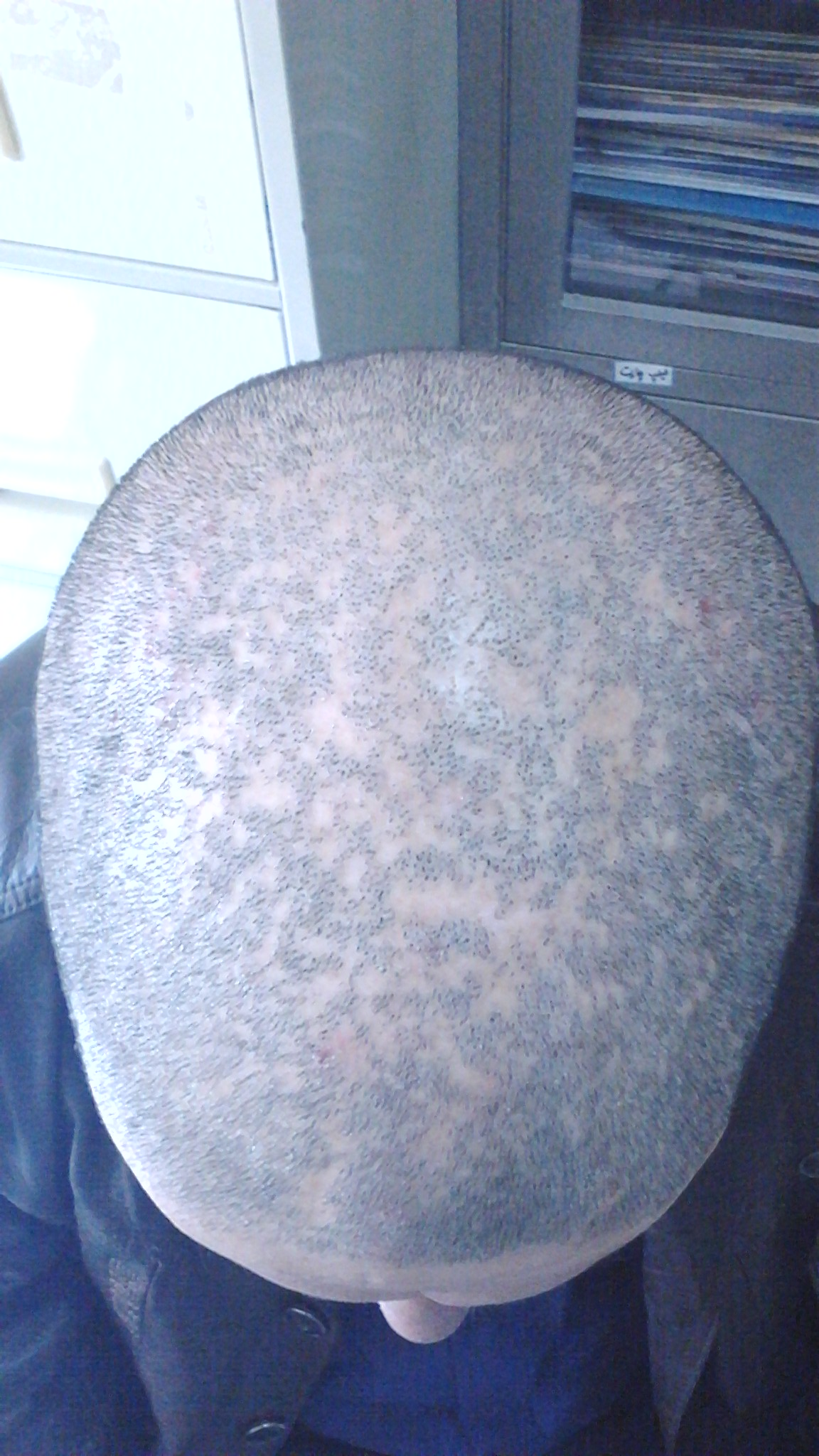
"Buracos no cabelo"(tinea capitis) causados por Trichophyton

Numerosas espécies causam dermatofitose em humanos:
- T. rubrum (principal causa de tinhas),
- T. tonsurans,
- T. mentagrophytes,
- T. verrucosum
- T. shoenline,
- T. concentricum,
- T. iguinum,
- T. violaceum.

Podem causar:
- Tinea capitis (Tinha da cabeça)
- Pé de atleta (tinha do pé)
- Onicomicose (tinha das unhas)
- Tinea cruris (tinha da virilha)
- Tinea corporis (tinha do corpo)